# Врбовско
Врбовско је градић у Приморско-горанској жупанији, у Хрватској.

## Географија
Врбовско је најисточнији део Горског котара. На западу се граничи с општинама Брод Моравице и Равна Гора, на југу с градом Огулином, на истоку са општином Босиљево, а на северу са Словенијом. Кроз подручје града протичу две веће реке: Добра и Купа.

## Становништво
По подацима из 2001. године у општини је живело 6.047 људи. Од тога највише Хрвата (57,25%) и Срба (36,23%). Сам град Врбовско имао је 1.894 становника.
Према попису становништва из 2011. године, Врбовско је имао 1.673 становника, а укупно градско подручје је имало 5.076 становника.
На попису становништва 2011. године, општина Врбовско је имала 5.076 становника, следећег националног састава:
| Попис 2011.‍   | Попис 2011.‍ | Попис 2011.‍ | Попис 2011.‍ | Попис 2011.‍ |
| ------------- | ----------- | ----------- | ----------- | ----------- |
|               |             |             |             |             |
| Хрвати        | Хрвати      |             | 3.053       | 60,15%      |
| Срби          | Срби        |             | 1.788       | 35,22%      |
| остали        | остали      |             | 235         | 4,63%       |
| укупно: 5.076 |             |             |             |             |

На попису становништва 2021. године, општина Врбовско је имала 3.876 становника, следећег националног састава:
| Попис 2021.‍   | Попис 2021.‍ | Попис 2021.‍ | Попис 2021.‍ | Попис 2021.‍ |
| ------------- | ----------- | ----------- | ----------- | ----------- |
|               |             |             |             |             |
| Хрвати        | Хрвати      |             | 2.431       | 62,72%      |
| Срби          | Срби        |             | 1.255       | 32,38%      |
| остали        | остали      |             | 190         | 4,90%       |
| укупно: 3.876 |             |             |             |             |

## Попис 1991.
На попису становништва 1991. године, насељено место Врбовско је имало 2.047 становника, следећег националног састава:
| Попис 1991.‍   | Попис 1991.‍  | Попис 1991.‍ | Попис 1991.‍ | Попис 1991.‍ |
| ------------- | ------------ | ----------- | ----------- | ----------- |
|               |              |             |             |             |
| Хрвати        | Хрвати       |             | 1.589       | 77,62%      |
| Срби          | Срби         |             | 280         | 13,67%      |
| Југословени   | Југословени  |             | 56          | 2,73%       |
| Албанци       | Албанци      |             | 11          | 0,53%       |
| Муслимани     | Муслимани    |             | 7           | 0,34%       |
| Словаци       | Словаци      |             | 5           | 0,24%       |
| Словенци      | Словенци     |             | 2           | 0,09%       |
| Чеси          | Чеси         |             | 2           | 0,09%       |
| Црногорци     | Црногорци    |             | 1           | 0,04%       |
| остали        | остали       |             | 1           | 0,04%       |
| неопредељени  | неопредељени |             | 56          | 2,73%       |
| регион. опр.  | регион. опр. |             | 8           | 0,39%       |
| непознато     | непознато    |             | 29          | 1,41%       |
| укупно: 2.047 |              |             |             |             |

## Познате личности
- Иван Горан Ковачић (1913—1943), песник, есејист, приповедач,
- Никола Хајдин (1923—2019), доктор грађевинских наука, председник САНУ.

## Споменици и знаменитости
- Манастир Гомирје
- Манастир Гомирје с црквом Св. Јована Претече
- Капела Св. Фрање Ксаверског у Ртићу
- Франкопански дворац у Северину на Купи
- Црква Св. Ивана Непомука у Врбовском
- Црква Св. Марије на небо узете у Луковдолу

## Образовање
У Врбовском постоји Основна школа Ивана Горана Ковачића с неколико локалних школа у мањим насељима, те средња школа у Моравицама.

## Манифестације
Једна од најважнијих културних манифестација је Гораново прољеће које сваке године, 21. марта, почиње доделом Горановог вијенца и награде Горан за младе песнике у Луковдолу.